# Friedrich Sesselmann
Friedrich Sesselmann (* um 1410 in Kulmbach, Oberfranken; † 21. September 1483 in Kamenz, Oberlausitz) war Kanzler in Brandenburg seit 1445, Bischof von Lebus seit 1455 und Regent des Kurfürstentums Brandenburg seit 1473.

## Leben

### Herkunft und Studien
Friedrich Sesselmann kam aus einer in Kulmbach in Oberfranken ansässigen Familie, die aus Herzogenaurach dorthin gezogen war. Der spätere kurfürstliche Rat Peter Sesselmann war möglicherweise ein Onkel, der Pfarrer Friedrich Sesselmann aus Cadolzburg ein Verwandter.
1429 immatrikulierte sich Sesselmann an der Universität Leipzig und schloss dort 1435 als Magister ab. 1439 wurde er erstmals als Stiftsherr im Stift Neumünster in Würzburg erwähnt. In jenem Jahr studierte er in Bologna Rechtswissenschaft und war dort auch Prokurator der deutschen Nation an der Universität. 1443 war Friedrich Sesselmann Student in Erfurt.

### Kanzler in Brandenburg
1444 wurde Sesselmann kurfürstlicher Rat bei dem ebenfalls aus Franken stammenden Kurfürsten Friedrich II. Dabei wurde er als Lizentiat (Lehrbefugter) des weltlichen Rechts bezeichnet.
1445 wurde er zum Kanzler für die Mark Brandenburg ernannt. Als Kanzler half Sesselmann, die Position der Hohenzollern gegenüber den Ständen und Städten in Brandenburg zu stärken. So war er 1447 beim Zustandekommen eines Konkordates zwischen Kurbrandenburg und Papst Eugen IV. beteiligt, das dem Kurfürsten die volle kirchliche Oberhoheit in seinem Territorium sicherte. Das betraf nicht nur die Besetzung von Pfarrstellen, sondern vor allem die Wahl der drei Bischöfe in Brandenburg, Havelberg und Lebus.
Schon im folgenden Jahr 1448 glückte der Versuch, die Rechtsprechung in ganz Brandenburg den Städten zu entziehen und sie in die Hand des Kurfürsten zu legen. Als es dem Kanzler auch noch gelang, den besonders renitenten Städten Berlin und Cölln an der Spree die Anerkennung der Oberhoheit des Landesherren abzutrotzen und die anderen märkischen Städte folgten, war die Machtposition der Hohenzollern dauerhaft gesichert.
1451 wurde Sesselmann erstmals als Doktor beider Rechte bezeichnet.

### Bischof von Lebus

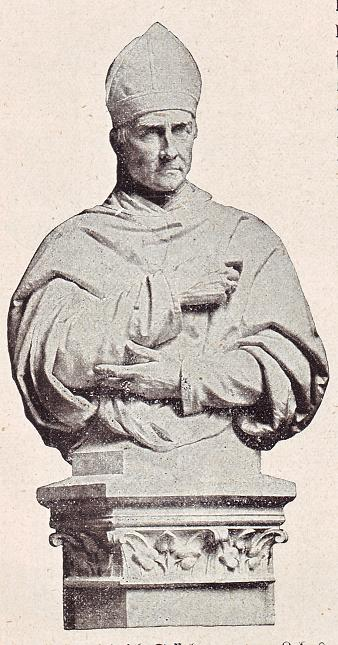
Büste Sesselmanns, 1898, Denkmalgruppe 16 der Siegesallee

1453 wurde Friedrich Sesselmann erstmals als Domherr in Lebus erwähnt. 1455 wurde er vom Domkapitel einstimmig zum neuen Bischof gewählt. Am 1. Dezember 1455 bestätigte Papst Calixt III. die Wahl. In den folgenden Jahren erwarb der neue Bischof zusätzlichen Landbesitz für das Domstift und ließ Baumaßnahmen im Dom in Fürstenwalde vornehmen.
Sesselmann blieb auch weiterhin als Kanzler tätig. Er war in den folgenden Jahren mehrmals als Gesandter des Kurfürsten im Ausland unterwegs. Kein Erfolg war dem Versuch beschieden, das benachbarte Pommern für Brandenburg zu erwerben.

### Statthalter und Regent in Brandenburg
Nachdem Friedrich II. 1470 als Kurfürst in Brandenburg abgedankt hatte und als er sich nach Franken zurückzog, wurde der Kanzler Sesselmann zu einem von mehreren Statthaltern in der Mark für die Zeit der Abwesenheit des neuen Markgrafen Albrecht Achilles ernannt. 1473 machte ihn Kurfürst Albrecht zum Regenten in Brandenburg, als er nach Franken zurückging und der Sohn Johann noch minderjährig war.
Die späten Jahre Friedrich Sesselmanns waren geprägt vom immer wieder aufflammenden Widerstand der märkischen Städte gegen die Oberhoheit des Kurfürsten. Die Bürger von Stendal drohten gar mit der Ermordung des Bischofs. Jedoch gelang es den Städten nicht mehr, die Macht der Hohenzollern zu brechen.

### Tod
Am 21. September 1483 starb Friedrich Sesselmann während diplomatischer Verhandlungen in Kamenz in der Oberlausitz. Seine sterblichen Überreste wurden in die Residenzstadt Fürstenwalde überführt und im dortigen Dom beigesetzt.
Die Grabplatte ist noch heute erhalten. Sie zeigt den Bischof mit seinen Insignien und dem Familienwappen. Die Inschrift lautet: „Anno domini m.cccc.lxxxiii. in die sancti mathei obiit reverendus i. x. d.us fridericus sesselmann episcops eccl lubuceij s. aia requiescat in pace ame.“ (Im Jahre des Herren eintausend vierhundert dreiundachtzig am Tag des Heiligen Matthäus starb der ehrwürdige Herr in Christus Friedrich Sesselmann, Bischof der Kirche von Lebus. Er ruhe in Frieden. Amen).

## Büste in der Siegesallee
Für die ehemalige Berliner Siegesallee gestaltete der Bildhauer Alexander Calandrelli eine marmorne Büste Sesselmanns als Seitenfigur der Denkmalgruppe 16 zu dem zentralen Standbild für den Kurfürsten Friedrich II., enthüllt am 22. Dezember 1898. Die Büste zeigt Sesselmann nach dem Vorbild des Grabsteins mit Mitra und Bischofsornat, bringt aber auch den weltgewandten Diplomaten zum Ausdruck.